# Mike Colter

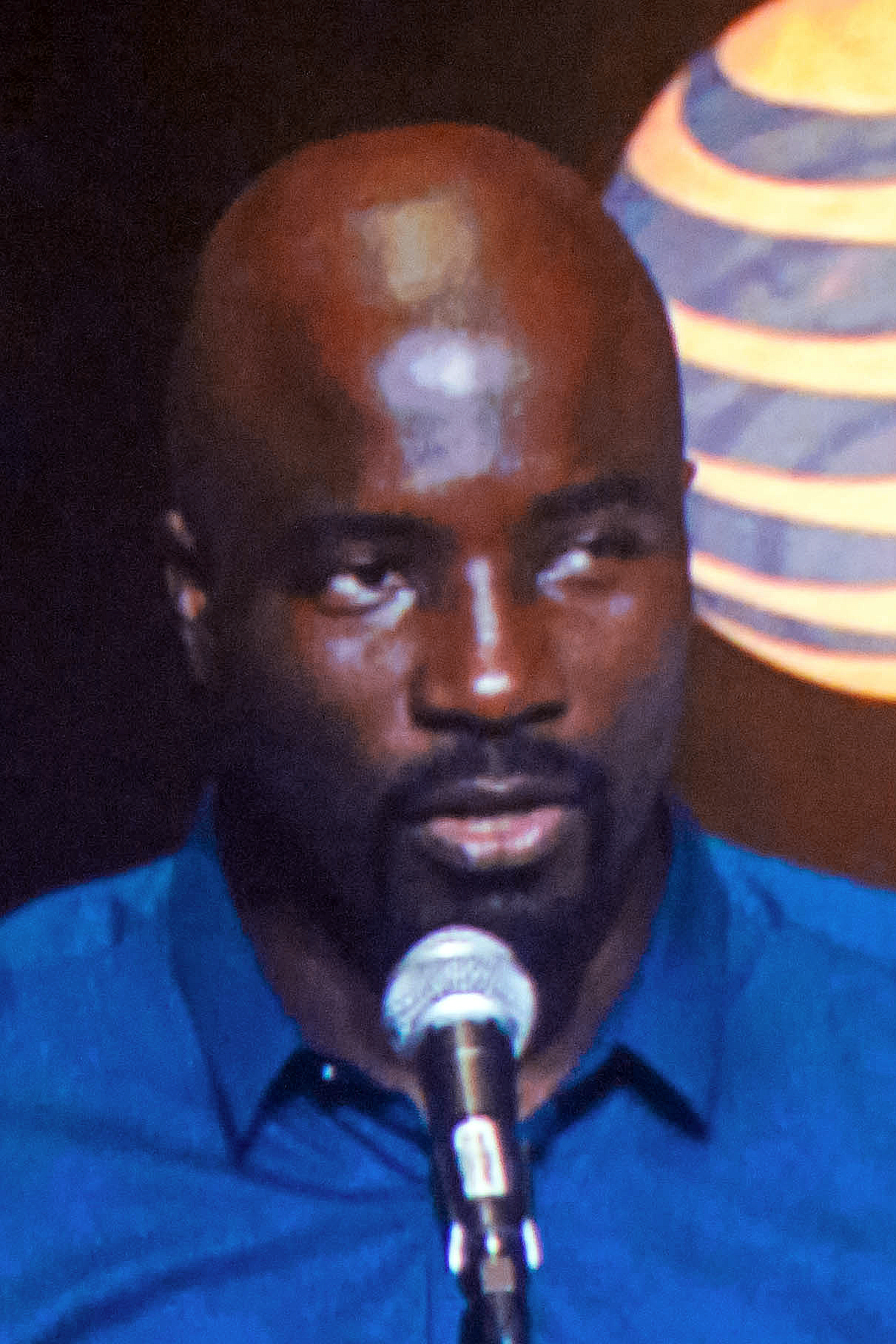
Mike Colter in 2015

Mike Randal Colter (Columbia (South Carolina), 26 augustus 1976) is een Amerikaans acteur.

## Biografie
Colter werd geboren in Columbia (South Carolina) en groeide op in St. Matthews (South Carolina). Colter heeft de high school doorlopen aan de Calhoen County High School in St. Matthews. Hierna heeft hij gestudeerd aan de universiteit van South Carolina in Columbia waar hij in 1999 zijn bachelor haalde in theaterwetenschap. Daarna haalde hij zijn master of fine arts in acteren aan de Rutgers-universiteit in New Jersey.

## Filmografie

### Films
Uitgezonderd korte films.
- 2023 Murder City - als Neil
- 2023 Plane - als Louis Gaspare
- 2022 Carter - als Smith
- 2022 I'm Charlie Walker - als Charlie Walker
- 2021 South of Heaven - als Whit Price
- 2020 Fatale - als Rafe
- 2019 Black and Blue - als Darius
- 2019 Breakthrough - als Tommy Shine
- 2019 Before You Know It - als Charles
- 2018 Skin - als Daryle Jenkins
- 2018 Extinction - als David
- 2017 Girls Trip - als Stewart Pierce
- 2015 America Is Still the Place - als Charlie Walker
- 2013 The Surgeon General – als dr. McCallen
- 2012 Zero Dark Thirty – als Mike / DEVGRU
- 2012 Men in Black III – als kolonel
- 2010 Salt – als tactisch leider van CIA
- 2009 Taking Chance – als Demetry
- 2009 Solving Charlie – als Jack Dash
- 2007 And The Came Love – als yuppie Paul
- 2005 Silver Bells – als Bill
- 2005 Brooklyn Lobster – als Jamal
- 2004 Million Dollar Baby – als Big Willie Little

### Televisieseries
Uitgezonderd eenmalige gastrollen.
- 2019 - 2024 Evil - als David Acosta - 40 afl.
- 2020 Tiny Creatures - als verteller - 8 afl.
- 2019 Seis Manos - als Brister - 8 afl.
- 2015 - 2019 Jessica Jones - als Luke Cage - 8 afl.
- 2018 - 2019 The Good Fight - als Lemond Bishop -  2 afl.
- 2016 - 2018 Luke Cage - Luke Cage - 26 afl.
- 2017 The Defenders - als Luke Cage - 8 afl.
- 2015 Agent X - als Miles Lathem - 10 afl.
- 2010 – 2015 The Good Wife – als Lemond Bishop – 21 afl.
- 2013 - 2015 The Following – als Nick Donovan – 8 afl.
- 2014 Halo: Nightfall - als Locke - 5 afl.
- 2013 - 2014 American Horror Story - als David - 3 afl.
- 2011 – 2012 Ringer – als Malcolm Ward – 16 afl.

- Gemeinsame Normdatei: 116176562X
- International Standard Name Identifier: 0000 0001 1988 8191
- Library of Congress Control Number: no2011076974
- Nationale Bibliotheek van Tsjechië: xx0250549
- Nationale Bibliotheek van Israël: 987007325683705171
- Nederlandse Thesaurus van Auteursnamen: 391893289
- Virtual International Authority File: 170890250
- WorldCat: E39PBJf48fj94xr4w9jBHPbTpP